# بويبلا ديل برينسيبي (سيوداد ريال)
بلدية بويبلا ديل برينسيبي (بالإسبانية: Puebla del Príncipe)‏، هي إحدى بلديات مقاطعة سيوداد ريال إحدى مقاطعات إسبانيا، والتي تقع في منطقة قشتالة لا منتشا وسط إسبانيا.
يبلغ عدد سكانها 907 نسمة وفقاً لإحصائية سنة (2007).